# Heinz Hartmann
Heinz Hartmann (4 de noviembre de 1894, en Viena, Austria - 17 de mayo de 1970, en Stony Point, Nueva York) fue un psiquiatra y psicoanalista judío austríaco que debido al nazismo migró a Estados Unidos, donde fundó la corriente de la Psicología del yo. Hartmann plantea que el yo posee cierta autonomía, lo que permite que hasta las personas psíquicamente muy perturbadas mantengan algunos aspectos adaptados a su realidad.

## Trayectoria
Con el deceso de Karl Abraham, Hartmann no pudo seguir el análisis formativo, que había previsto con él. Pudo continuarlo con Sándor Radó. En 1927, publicó Grundlagen der Psychoanalyse (Fundamentos del Psicoanálisis), presagiando sus aportes teóricos de la psicología ego, que más tarde haría. También participó en la creación de un manual de psicología médica.
Sigmund Freud le ofreció analizarlo gratis, si se quedaba en Viena, mas en esos momentos, se le ofertó un puesto en el Instituto Johns Hopkins. Eligió entrar en análisis con Freud, y fue un paciente y alumno favorito de Freud.
Es considerado por múltiples profesionales como el autor que permitió el puente entre el psicoanálisis y lo que actualmente es denominado como psicología dinámica, Iniciando con una vista no patológica (Desarrollo y funcionamiento normal) del sujeto a partir de las teorías psicoanalíticas Freudianas centralizadas en la patología.

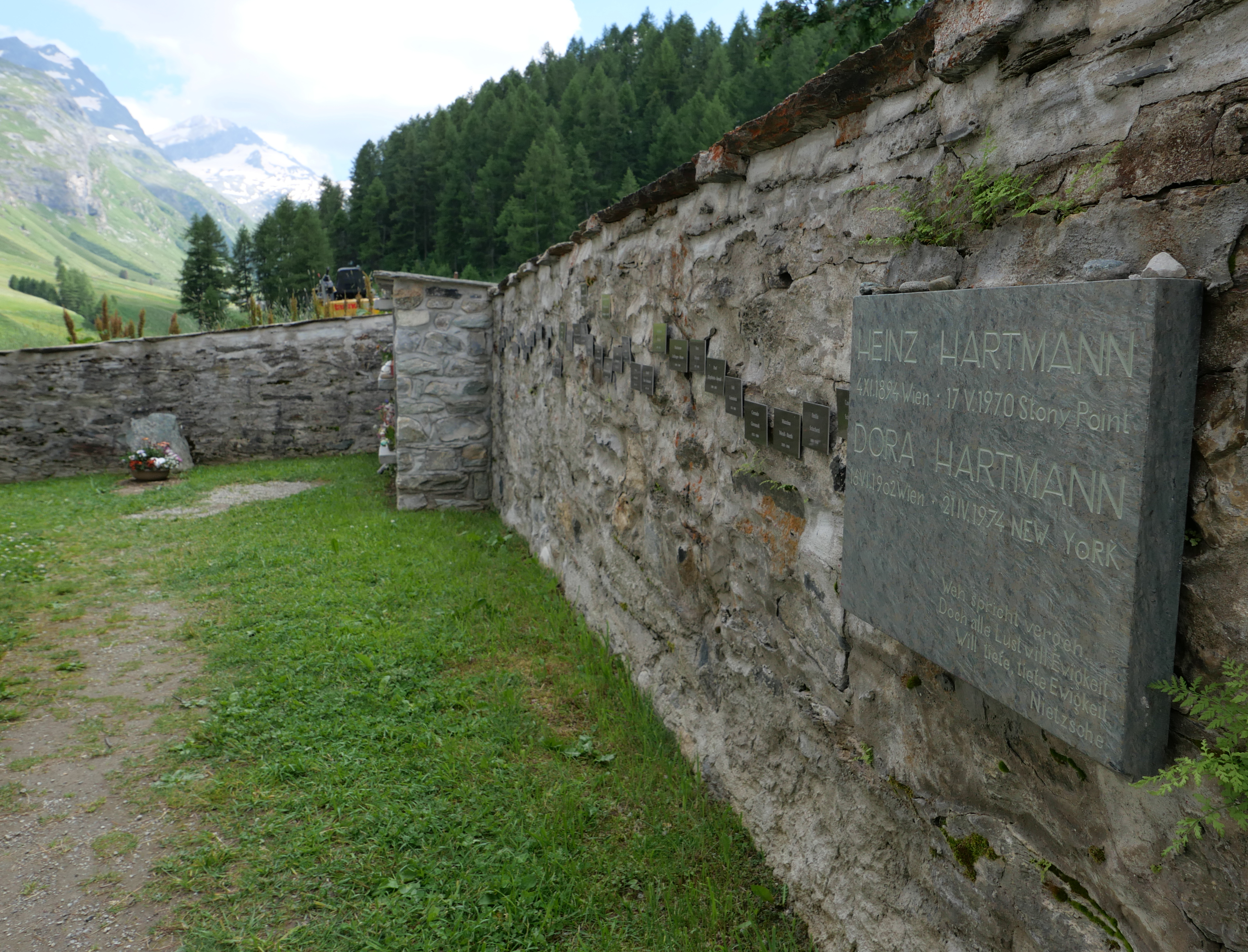
La tumba en 2024.

Los restos mortales de Hartmann fueron enterrados en el cementerio de la capilla de Fex-Crasta del siglo XV en Val Fex, que forma parte del municipio de Sils im Engadin/Segl, un pueblo del cantón suizo de Grisones. Su esposa Dorothea "Dora", de soltera Karplus (1902-1974), que también fue una psicoanalista estadounidense nacida en Austria, encontró su lugar de descanso definitivo a su lado. La lápida lleva una cita de la novela "Así habló Zaratustra" del filósofo alemán Friedrich Nietzsche, que pasó algunos veranos en la cercana Sils en la década de 1880: 
„Weh spricht vergeh / Doch alle Lust will Ewigkeit / Will tiefe, tiefe Ewigkeit“

[“Ay dice que te vayas / Pero todo placer quiere eternidad / Quiere una eternidad profunda, profunda”]

## Obra
- Ich-Psychologie und Anpassungsproblem. 3ª ed. Klett, Stuttgart 1975
- Essays on Ego Psychology. Selected Problems in Psychoanalytic Theory, 1965, ISBN 0-8236-1740-8